# Barnardia
Barnardia is een geslacht uit de aspergefamilie (Asparagaceae). Het geslacht telt twee soorten. De soort Barnardia numidica komt voor op de Balearen en in Noordwest-Afrika en de soort Barnardia japonica komt voor in China, Korea, Japan en aangrenzende gebieden. 

## Soorten
- Barnardia japonica (Thunb.) Schult. & Schult.f.
- Barnardia numidica (Lour.) Merr